# Cargolet alegre
El cargolet alegre (Pheugopedius felix) és un ocell de la família dels troglodítids (Troglodytidae).

## Hàbitat i distribució
Habita garrigues, matolls i sotabosc de les terres baixes de Mèxic, des del sud de Sonora, Sinaloa i oest de Durango i més cap al sud, Morelos, oest de Puebla i centre d'Oaxaca.